# ミヒャエル・アルバジーニ
ミヒャエル・アルバジーニ（Michael Albasini、1980年12月20日 - ）は、スイス、メンドリージオ出身の自転車競技（ロードレース）選手。
実弟、ルッカ・アルバジーニも自転車選手として活動中。

## 経歴
2003年、フォナック・ヒアリング・システムと契約を結んでプロ転向。
2004年、ジロ・デ・イタリア初出場、総合88位。
2005年、リクイガスに移籍。ツール・ド・フランス初出場、総合145位。ドーピング検査にかかる所在地報告義務を怠ったとして、スイス自転車競技連盟より、6週間の出場停止並びに2000スイスフランの罰金を命じられた。
2009年、チーム・コロンビア＝ハイロードに移籍。ブエルタ・ア・エスパーニャ初出場、11ステージDNF。
2012年、同年創設されたグリーンエッジに移籍。カタルーニャ一周、第1ステージから最終ステージまで総合首位を堅持し、総合優勝。
2020年シーズンまで同チームに所属し、同年を以て現役を引退した。

## 主な戦績

### 2002年
- 欧州選手権(U23) 優勝　(個人ロードレース)

### 2005年
- ツール・ド・スイス　スプリント賞、区間優勝　（第5ステージ）

### 2006年
- ツール・ド・スイス　山岳賞、スプリント賞
- グランプリ・ド・フルミー　3位

### 2007年
- シルキュイ・ド・ラ・サルト　区間優勝　（第4ステージ）

### 2008年
- ツール・メディテラネアン　総合3位
- グラン・プレミオ＝ミゲル・インドゥライン　2位
- ツール・ド・ルクセンブルク　総合2位、区間優勝（第3ステージ）

### 2009年
- バスク一周　区間優勝　（第4ステージ）
- ツール・ド・スイス　区間優勝　（第5ステージ）
- オーストリア一周　総合優勝、区間優勝　(第2ステージ)

### 2010年
- ツアー・オブ・ブリテン　総合優勝、区間優勝　（第3ステージ）
- ツール・ド・ポローニュ　総合4位

### 2011年
- ツアー・オブ・オマーン　総合4位
- バスク一周　山岳賞
- バイエルン一周　総合3位、区間優勝　（第3ステージ）
- グロサー・プライス・デス・カントン・アールガウ　優勝
- ブエルタ・ア・エスパーニャ　区間優勝　(第13ステージ)

### 2012年
- カタルーニャ一周　総合優勝、区間優勝　(第1、2ステージ)
- フレッシュ・ワロンヌ　2位
- ツール・ド・スイス　区間優勝　(第8ステージ)
- ロードレース世界選手権・個人ロードレース　17位

### 2013年
- パリ〜ニース　区間優勝　(第4ステージ)
- グロサー・プライス・デス・カントン・アールガウ　優勝

### 2014年
- ツール・ド・ロマンディ　区間優勝　（第1,2,4ステージ）
- トレ・ヴァッリ・ヴァレジーネ　優勝

### 2015年
- フレッシュ・ワロンヌ　3位
- ツール・ド・ロマンディ　区間優勝　（第2,3ステージ）

### 2016年
- リエージュ～バストーニュ～リエージュ　2位
- ツール・ド・ロマンディ　ポイント賞、区間優勝　（第5ステージ）

### 2017年
- ブエルタ・アル・パイス・バスコ　区間優勝（第2ステージ）
- アムステル・ゴールドレース 3位
- ツール・ド・ロマンディ　区間優勝（第1ステージ）

### 2018年
- ツール・デ・フィヨルド　総合優勝、ポイント賞（第2ステージ優勝）